# Hewitt, Quận Wood, Wisconsin
Hewitt là một làng thuộc quận Wood, tiểu bang Wisconsin, Hoa Kỳ. Năm 2006, dân số của làng này là 670 người.